# Legio XVI Gallica

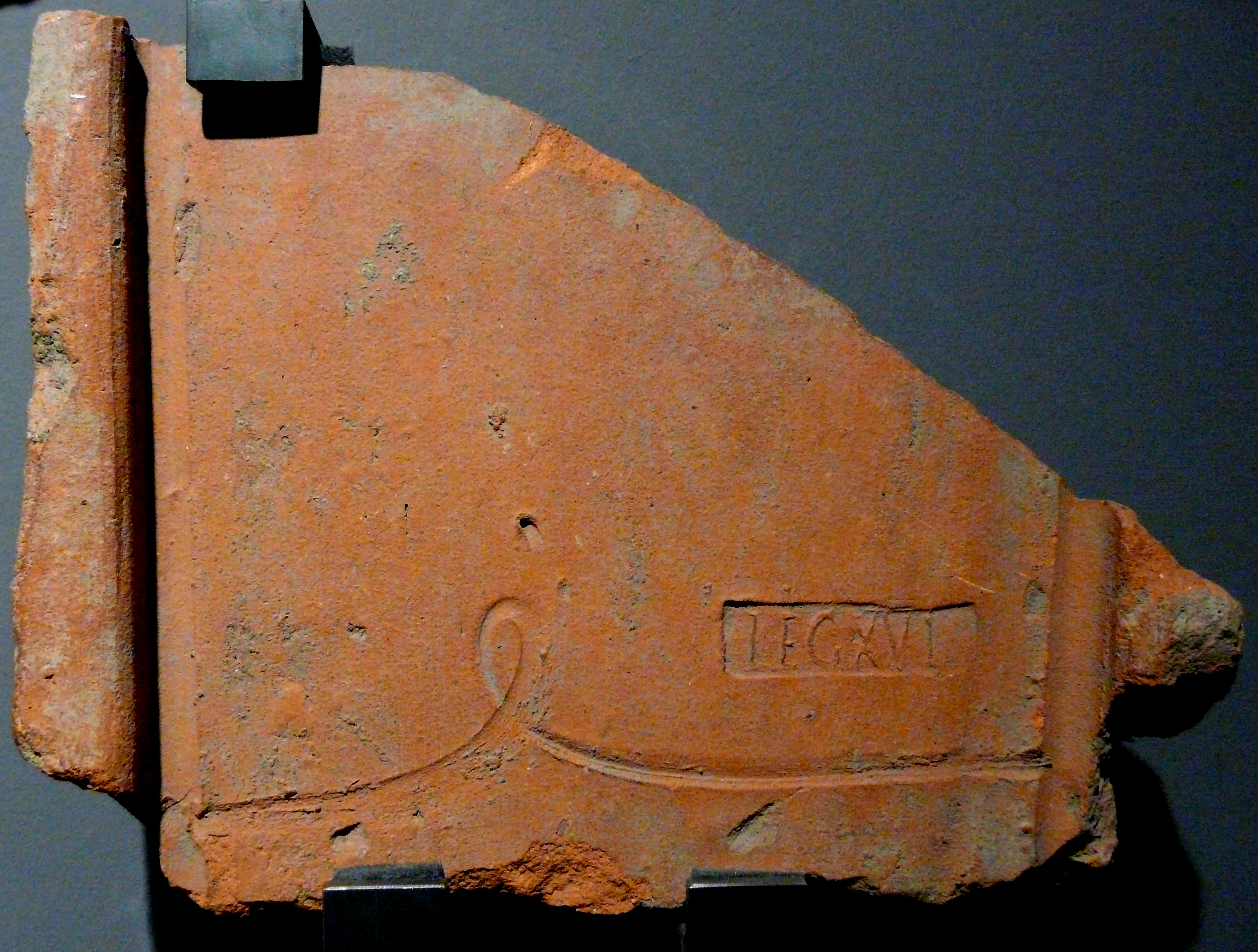
Stempel van Legio XVI Gallica uit Novaesium
(Neuss, Clemens-Sels-museum)

Legio XVI Gallica (het zestiende legioen, met de bijnaam "De Gallische") was een legioen dat deel uitmaakte van het Romeinse leger. Het symbool van het legioen was een leeuw.

## Geschiedenis van het legioen
Legio XVI werd waarschijnlijk in 40 v.Chr. door Octavianus, de latere keizer Augustus, opgericht om tegen Sextus Pompeius te vechten. Muntvondsten wijzen op een inzet in provincie Africa. Uiterlijk in het jaar 27 v.Chr. was het legioen in de provincie Gallia Comata gestationeerd

## Voetnoten
1. ↑  Emil Ritter Ling, Legio (XVI). In: RE Band XII, 2, Stuttgart 1925, blz. 1761-1764